# Ghatixalus asterops
Espèce
Statut de conservation UICN

 DD  : Données insuffisantes
Ghatixalus asterops est une espèce d'amphibiens de la famille des Rhacophoridae.

## Répartition
Cette espèce est endémique du Sud des Ghâts occidentaux en Inde. Elle se rencontre entre 1 700 et 2 300 m d'altitude dans les États du Tamil Nadu et du Kerala.

## Description
L'holotype de Ghatixalus asterops mesure 42,9 mm. Cette espèce a la face dorsale gris foncé avec des taches irrégulières brunes. Sa face ventrale est gris clair teinté de bleu.

## Étymologie
Son nom d'espèce, du grec ancien ἀστήρ, astér, « étoile », et ὤψ, ops, « vue, œil  », lui a été donné en référence à la coloration que présente son œil.

## Publication originale
- Biju, Roelants & Bossuyt, 2008 : Phylogenetic position of the montane treefrog Polypedates variabilis Jerdon, 1853 (Anura: Rhacophoridae), and description of a related species. Organisms Diversity & Evolution, vol. 8, no 4, p. 267-276 (texte intégral).